# Andørja kommun
Andørja kommun (norska: Andørja kommune) var en kommun i Troms fylke i norra Norge. Kommunen omfattade den östra delen av nuvarande Ibestads kommun (området kring ön Andørja). Byn Engenes utgjorde kommunens centralort.

## Administrativ historik
Andørja kommun upprättades 1926 genom utbrytning ur Ibestads kommun. Kommunen hade 1 420 invånare vid upprättandet.
Den 1 januari 1964 gick kommunen åter upp i Ibestads kommun. Kommunens hade då 1 330 invånare.